# Polisonnografia

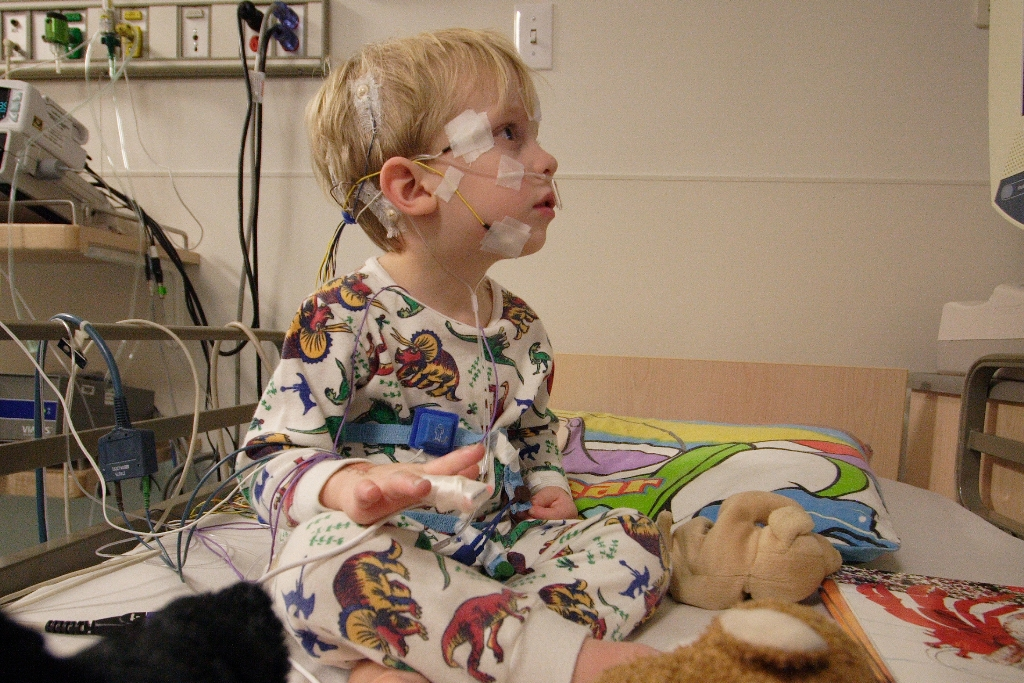
Polisonnografia

Polisonnografia è il termine comunemente usato per indicare una registrazione simultanea di più parametri fisiologici durante il sonno, mediante un polisonnigrafo. Normalmente nel corso del test vengono registrati due o più canali EEG, vari canali elettromiografici, i movimenti di torace e addome, il flusso oronasale, la saturazione di ossigeno nel sangue. L’esame risulta un esame non invasivo e viene utilizzato per l’analisi, la valutazione e la diagnosi dei disturbi del sonno , tra cui il disturbo del movimento periodico degli arti, la narcolessia, l'insonnia cronica e il disturbo comportamentale del sonno REM, la sindrome delle apnee notturne. L’esame viene considerato gold standard per la diagnosi di OSAS (Obstructive Sleep Apnea Syndrome). 
Le linee guida della procedura diagnostica nella sindrome delle apnee ostruttive nel sonno dell'adulto  Commissione Paritetica Associazione Italiana Medicina del Sonno (AIMS) e Associazione Italiana Pneumologi Ospedalieri (AIPO) indicano il percorso diagnostico più adeguato in base alla presenza di determinati segni e sintomi. Le stesse distinguono quattro “livelli” di indagine ed in particolare: il monitoraggio notturno cardiorespiratorio ridotto (livello IV), il monitoraggio notturno cardiorespiratorio completo (livello III), la polisonnografia notturna con sistema portatile (livello II), la polisonnografia notturna in laboratorio (livello I). I vari livelli si differenziano per il numero e la tipologia di parametri monitorati durante il sonno; solo il livello IV prevede la sorveglianza del paziente e della qualità del tracciato per tutta la notte e deve essere eseguita in un laboratorio del sonno.

## Principali parametri registrati durante il sonno

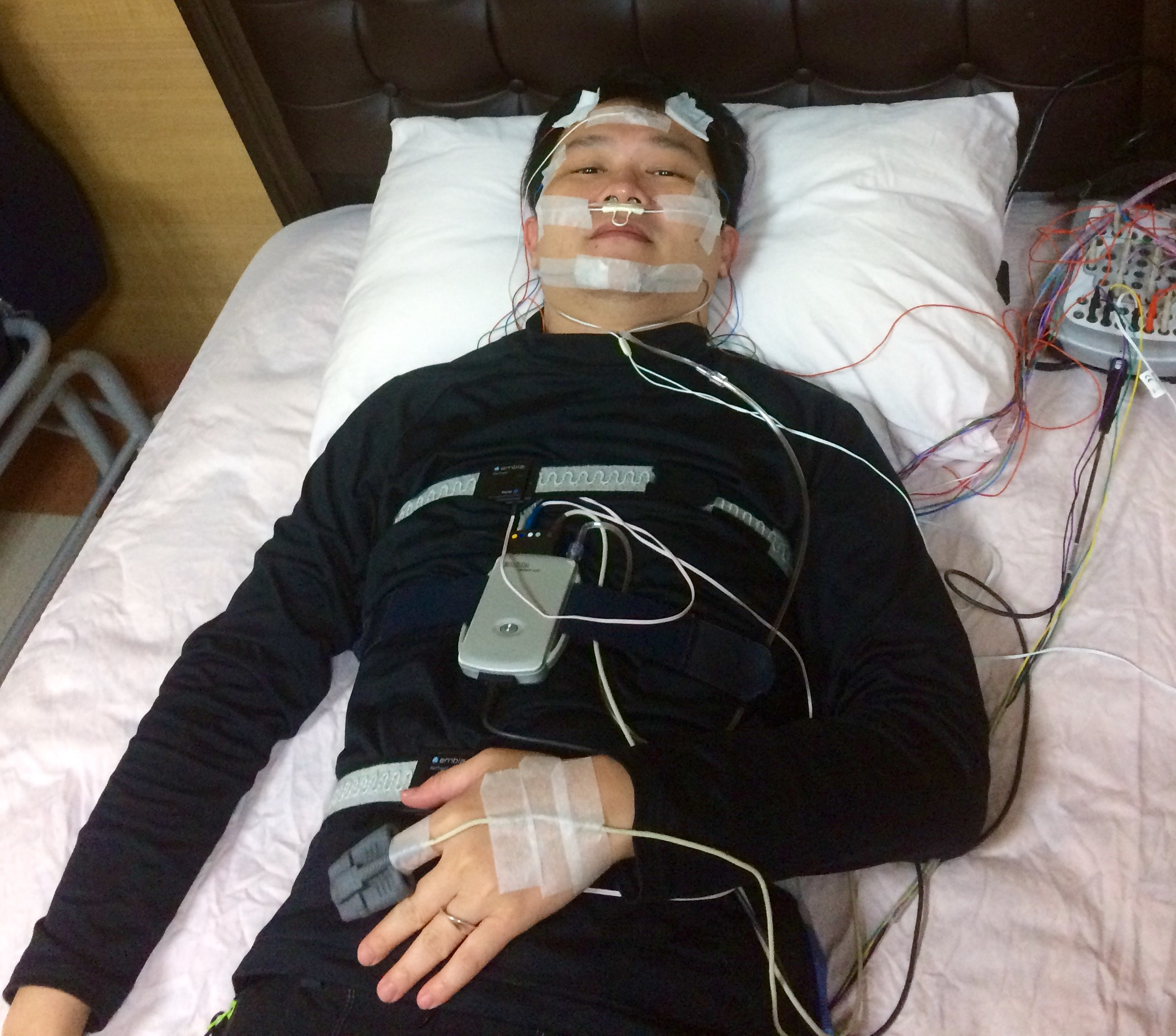
Uso di apparecchiature per la diagnosi notturna nelle cartelle cliniche dei ricoveri

In questo tipo di registrazione le informazioni provenienti dall'elettroencefalogramma (EEG) vengono utilizzate prevalentemente nella differenziazione dei vari stadi del sonno. La registrazione EEG continua durante la notte, soprattutto quando effettuata su più derivazioni EEG, e fornisce utili informazioni sull'integrità e sullo sviluppo del sistema nervoso centrale eventualmente da approfondire con studi di impronta prettamente neurologica. 
Per rendere ripetibili e confrontabili le registrazioni nello stesso paziente e in pazienti diversi gli elettrodi vengono posizionati secondo uno standard internazionale denominato sistema 10-20. L'elettrooculogramma (EOG) viene registrato per individuare i movimenti degli occhi utili nella stadiazione del sonno. Benché l'attività elettromiografica (EMG) durante il sonno possa essere registrata da qualsiasi gruppo di muscoli scheletrici, è ormai prassi consolidata utilizzare i muscoli submentonieri (muscolo miloioideo) per valutare il tono muscolare. L'EMG, oltre ad essere utile per la stadiazione del sonno, fornisce importanti informazioni per la valutazione delle risposte arousal e sui movimenti. 
Inoltre durante una polisonnografia standard sono abitualmente registrati tre parametri respiratori: il flusso oro-nasale, i movimenti toraco-addominali e la saturazione di ossigeno. Il flusso aereo al naso e alla bocca viene comunemente registrato mediante termocoppia o termistore posto in prossimità di ciascuna narice e della bocca; 
I movimenti di torace e addome possono essere registrati mediante pletismografia a impedenza o a induttanza, trasduttori pneumatici, strain gauges, EMG intercostale. 
La saturazione di ossigeno (SpO2) viene monitorata mediante pulsossimetro; questa metodica rappresenta lo standard per la valutazione non invasiva continua della saturazione arteriosa dell'ossigeno. L'attività cardiaca viene monitorata al fine di valutare la frequenza e il ritmo cardiaco, per questo motivo viene utilizzata normalmente una singola derivazione registrata mediante elettrodi posti in sede precordiale. Di conseguenza la derivazione ECG della polisonnografia fornisce unicamente informazioni di massima sull'attività cardiaca e non è sufficiente per trarre conclusioni cliniche su eventuali cardiopatie.